# Lead On
| Оценки критиков      | Оценки критиков |
| Источник             | Оценка          |
| -------------------- | --------------- |
| Allmusic             | [ 1 ]           |
| Entertainment Weekly | B               |

Lead On — студийный альбом американского кантри-певца Джорджа Стрейта, вышедший 8 ноября 1994 года на лейбле MCA Nashville. Продюсером был Тони Браун и сам Стрейт. Титульную песню альбома («Lead On») написали участник кантри-группы Alabama Тедди Гентри (Teddy Gentry, её бас-гитарист и вокалист) и Дин Диллон. Диск дал два кантри-сингла на № 1 Hot Country Songs (The Big One; You Can’t Make a Heart Love Somebody). Альбом получил умеренные отзывы музыкальных критиков и он достиг № 1 в кантри-чарте Top Country Albums и № 26 в Billboard 200 (США), его тираж превысил 1 млн копий и он получил платиновый статус RIAA.

## Список композиций
1. «You Can’t Make a Heart Love Somebody» (Steve Clark, Johnny MacRae) — 3:20
2. «Adalida» (Mike Geiger, Woody Mullis, Michael Huffman) — 3:35
3. «I Met a Friend of Yours Today» (Bob McDill, Wayland Holyfield) — 3:15
4. «Nobody Has to Get Hurt» (Jim Lauderdale, Terry McBride) — 2:30
5. «Down Louisiana Way» (Aaron Barker, Donny Kees, Sanger D. Shafer) — 4:17
6. «Lead On» (Dean Dillon, Teddy Gentry) — 3:26
7. «What Am I Waiting For» (Lauderdale) — 2:37
8. «The Big One» (Gerry House, Devon O'Day) — 2:07
9. «I’ll Always Be Loving You» (Barker, Kees, Shafer) — 2:31
10. «No One but You» (Max D. Barnes) — 2:56

## Позиции в чартах

### Еженедельные чарты
| Чарт (1994)                        | Высшая позиция |
| ---------------------------------- | -------------- |
| Канада Country Albums (RPM)        | 3              |
| США (Billboard 200)                | 26             |
| США (Billboard Top Country Albums) | 1              |

### Годовые итоговые чарты
| Чарт (1995)                        | Позиция |
| ---------------------------------- | ------- |
| США Billboard 200                  | 78      |
| США Top Country Albums (Billboard) | 11      |